# Fathi El-Abed
Fathi El-Abed (født 3. august 1967 i Libanon) er formand for Dansk-Palæstinensisk Venskabsforening og kandidat til EU-Parlamentsvalget 2009 for Socialistisk Folkeparti. Han bor på Frederiksberg.
Fathi El-Abed var medstifter af Moderate Muslimer (senere Demokratiske Muslimer) i 2006 og talsmand for foreningen. I et læserbrev den 27. juli 2006 beskrev han Israels rolle i Libanon-krigen, som var brudt ud i samme måned:
Det er udtryk for et topmål af arrogance, når Israel proklamerer, at det vil bombe Libanon 20 år tilbage i tiden. Som sagt så gjort. Og endnu værre. Libanon er bombet 50 år tilbage i tiden. Tragisk og kriminelt. Sand statsterrorisme begået af Mellemøstens eneste aggressor. Paranoiastaten, der lider og altid har lidt af storhedsvanvid. Staten, der kun har bragt ulykker og krig over hele regionen siden dens mærkværdige skabelse for snart 60 år siden.
I august 2006 forlod han posten som talsmand for Demokratiske Muslimer. Foreningens formand Naser Khader sagde at Fathi El-Abeds ord havde bevirket "signalforvirring", da han var "meget følelsesmæssigt engageret" i Palæstina-konflikten. I marts 2007 forlod Fathi El-Abed bestyrelsen i foreningen sammen med andre fremtrædende medlemmer.
Fathi El-Abed gentog sin kritik i en tale den 13. januar 2009, hvor han kaldte Israels fremfærd for "statsterror". Talen blev holdt ved en demonstration mod Israel-Gaza-konflikten i 2008-2009.
I Nyhedsavisen den 15. januar 2007 udtalte Fathi El-Abed at han ikke var pro-Saddam, men: "Saddam Hussein skabte et Irak, der på flere områder fortjener ros." Han hævdede at Saddam Hussein sikrede stabile forhold og en god social politik, som kunne være forbillede for de omgivende lande. Mellemøstekspert Helle Lykke Nielsen fra Syddansk Universitet og kommunikationschef Dan Hindsgaul fra Amnesty var meget uenige med El-Abed.
I november 2012 gjorde Fathi El-Abed sig bemærket ved med ordene "...giv den/dem hele armen. Sådan som tingene er nu er det full scale krig. Og krigen udkæmpes - demokratisk vel at mærke - også herhjem. Den pro Israel lobby ved endnu ikke hvad der rammer den" at udtrykke sin støtte til en debattør på hans åbne facebookprofil, som blandt andet havde skrevet "Trist at hitler ikke udryd alle zihonister inden han begik selvmord. Hvor gøre det mig ondt at hele verden holdet kæft. Men jeg er sikker på at alle der holdet kæft nok skal få det tilbage på den ene eller anden måde" og "Ja jeg hyldet hitler for hans folkemord. De fortjener mere end mord når de myrder på samme måde". Fathi El-Abed benægtede efterfølgende, at han støttede debattøren i sin hyldest til pigen og slettede i øvrigt debattråden fra sin profil.
Fathi El-Abed har været udsendt til Mellemøsten som rådgiver for Udenrigsministeriet under den diplomatiske indsats efter de nye reaktioner på Muhammed-tegningerne i februar 2008. Martin Henriksen (MF for Dansk Folkeparti) kritiserede i april 2009 Fathi El-Abeds angivelige dobbeltrolle som SF-politiker, formand for Dansk-Palæstinensisk Venskabsforening og officiel udsending for Danmark. Anledningen var Fathi El-Abeds kommentar til Søren Espersen fra Dansk Folkeparti, hvor El-Abed havde udtalt sig både i egenskab af rådgiver i Udenrigsministeriets afdeling for public diplomacy og som SF's EU-kandidat. Martin Henriksen kritiserede El-Abeds forhold til Israel, da El-Abed i debatindlæg har sammenlignet Israel med apartheidstyret i Sydafrika, regimet i Iran og den nazistiske besættelse af Danmark. Fathi El-Abed svarede at han på sine rejser har forsøgt at skabe tillid og dialog, forklaret den danske ytringsfrihed og forsvaret regeringens og DF's politik.